# إلويس ويلكين
إلويس ويلكين (بالإنجليزية: Eloise Wilkin)‏ (30 مارس 1904، نيويورك في الولايات المتحدة - 4 أكتوبر 1987، نيويورك في الولايات المتحدة)؛ روائية أمريكية.